# Brownediscus
Brownediscus es un género de foraminífero bentónico de la subfamilia Archaediscinae, de la familia Archaediscidae, de la superfamilia Archaediscoidea, del suborden Fusulinina y del orden Fusulinida. Su especie tipo es Ammarchaediscus (subgenus A) leckwijcki. Su rango cronoestratigráfico abarca desde el Viseense hasta el Serpujoviense (Carbonífero inferior).

## Discusión
Algunas clasificaciones más recientes incluyen Brownediscus el Suborden Archaediscina, del Orden Archaediscida, de la Subclase Afusulinana y de la Clase Fusulinata.

## Clasificación
Brownediscus incluye a la siguiente especie:
- Brownediscus leckwijcki †